# 살레흐 바크리
살레흐 바크리(Saleh Bakri, 1977년 3월 1일 ~ )는 팔레스타인의 배우이다.

## 영화
- 와지브 (2017년)
- 지라프파다 (2013년)
- 구원자 (2013년) - 살보 역
- 물 (2012년)
- 웬 아이 쏘우 유 (2012년)
- 파이어웍스 (2011년)
- 소스: 아내들의 파업 (2011년) - 세미 역
- 팔레스타인 (2009년)
- 이방인 (2008년)
- 밴드 비지트 - 어느 악단의 조용한 방문 (2007년) - 할레드 역